# F. Diósszilágyi Ibolya
F. Diósszilágyi Ibolya (leánykori néve: Diósszilágyi Ibolya, asszonyneve: Frankl Istvánné) (Makó, 1918. július 20. – Nagyvárad, 2006. február 1.) tanár, ifjúsági író.

## Élete
Egyetemi tanulmányait a Szegedi Tudományegyetemen kezdte, majd a kolozsvári egyetem magyar–történelem szakán fejezte be. Az 1956-os forradalom utáni romániai megtorlásokban a „diákjait nacionalista szellemben nevelő tanárként” tartóztatták le, de nem állították bíróság elé. 1961. szeptember 1-jétől elbocsátották tanári állásából, és öt évig állás nélkül volt. Az 1960-as évek végén sikerült visszakerülnie a tanügybe, de csak vidéki iskolákban taníthatott. 1973-ban ment nyugdíjba.
1942-ben közölt először verseket, pedagógiai tárgyú cikkei a hazai magyar sajtóban jelentek meg; a Tanügyi Újság munkatársa volt. Juhász Gyula nagyváradi éveivel kapcsolatos kutatásait csak az 1990-es években közölhette. Verseire komponálta Zoltán Aladár Hű szerelem c. madrigálciklusát. Tündér Ilona c. mesejátékát 1994-ben mutatta be a nagyváradi színház.

## Művei
- Fények és árnyak (Versek, 1946)
- Nyolcadikosok (Ifjúsági regény, 1962)
- Buksi (Ifjúsági regény, 1992)
- Költő a Holnap városában. Juhász Gyula nagyváradi évei (monográfia, 1994)
- A csillagot virágzó fa (Meseregény, 1995)
- A pásztorfiú csodálatos utazása és egyéb mesék (Mesék, 1998)
- Tündér Ilona (1998)
- Egy szempillantás volt a nyár csupán (Válogatott versek és verses művek, 2000)
- A búsképű lovag kalandjai (Színművek, 2002)
- Az erdő meséi. Morális mesék; Prolog, Nagyvárad, 2003
- A bagoly visszatér. Morális mesék; Prolog, Nagyvárad, 2005